# Cleorina grandis
Cleorina grandis es un coleóptero de la familia Chrysomelidae.
Fue descrita científicamente en 1988 por Eroshkina.